# Шепсескаф
Шепсеска́ф — фараон Древнего Египта, правивший приблизительно в 2486 — 2479 годах до н. э.; из IV династии.

## Упоминание в источниках
В Абидосском списке следующим после Менкаура (Микерина) был Шепсескаф, чьё имя означает «Благороден дух его». В Саккарском списке имеется лакуна, а в Туринском папирусе имя не сохранилось, хотя всё ещё можно прочесть, что правление длилось четыре года. На Палермском камне сохранилась запись о первом годе его царствования. На скарабее к имени правителя добавлено слова «Ра», то есть имя солнечного бога, и благодаря этому оно превратилось в Шепсескафра. Манефон упоминает здесь двух царей — Бихериса и Себерхереса. О Бихерисе нет никаких сведений. Себер-хе-ре(с) же является передачей имени Шепсес-ка(ф)-ра. Манефон говорит, что Себерхерес правил 7 лет. Геродот утверждает, что нового царя звали Асихис. Эта трактовка имени не слишком близка к оригиналу, хотя довольно узнаваема.

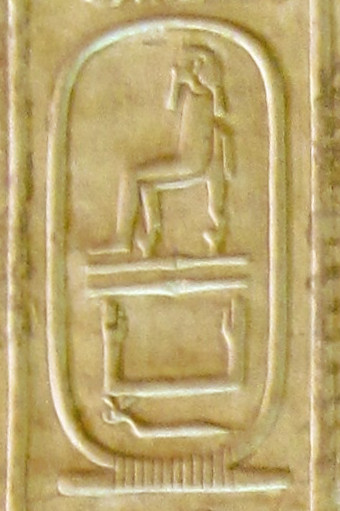
Картуш Шепсескафа в Абидосском списке фараонов (№ 25)

Шепсескаф, видимо, был сыном Менкаура от наложницы (или второстепенной жены). Он был женат на своей сводной сестре — дочери Менкаура от главной царицы Хенткау, что и способствовало его восшествию на престол. Шепсескаф наследовал ему после некоторой смуты из-за преждевременной кончины фараона. Свидетельством этого стали срочные работы по завершению строительства сооружений вокруг пирамиды его покойного отца. Он заканчивал их в такой спешке, что, как показали раскопки американского египтолога Рейснера, оставил некоторые статуи в храме незаконченными, а переднюю стенку здания приказал возвести из необожжённого кирпича вместо камня. В этом храме была найдена голова статуи молодого человека, чертами лица очень напоминающего Менкаура. Доктор Рейснер считал весьма вероятным, что это был портрет Шепсескафа, а не его отца, поскольку иногда в гробницу родителя помещали изображение наследника. В заупокойном храме Менкаура были обнаружены фрагменты стелы. Воздвигнутая на 2 году правления Шепсескафа в присутствии самого царя, эта стела упоминает ритуальные церемонии, выполнявшиеся в заупокойном комплексе его отца.

«Хор Великий и справедливый. В первый год после первого двухлетнего счёта […] Сотворено при личном присутствии фараона. Владыка Нижнего и Верхнего Египта Шепсескаф сделал это в память о Владыке Нижнего и Верхнего Египта [Менкаура …]. Сотворил он жертву […] в пирамиде «Божественен Менкаура» [… Принёс] положенные [по обычаю] жертвы, [а Менкаура выполнил просьбы Шепсескафа] за исполнение которых жертвы Менкаура будут приноситься вечно. [… Менкаура] будет исполнять просьбы Шепсескафа вечно … (лакуна, в которой рассказывается история договора Шепсескафа и Менкаура) … [Пришёл Шепсескаф] в пирамиду «Божественен Менкаура» [… потому что] бедствия тяжёлые [постигли его …] пирамида «Божественен Менкаура». И не дал Менкаура [чтобы те бедствия осуществились … Тогда повелел Шепсескаф дать пирамиде «Божественен Менкаура»] жрецов заупокойного культа [и различные блага]. Сотворил так Владыка Нижнего и Верхнего Египта из желания, чтобы крепки были жрецы-очистители заупокойного культа на веки веков».
Именно эта сильно повреждённая стела дала основания Рейснеру выдвинуть гипотезу о том, что Шепсескаф был сыном Менкаура. Сын как бы заботится о загробном культе своего отца. Однако, нигде в стеле не говорится, что Шепсескаф являлся сыном Менкаура, хотя именно прямое родство должно было служить основанием для наследования трона и упоминание об этом было важным для первых лет царствования, а почтение к пирамиде предшественника в Древнем Египте никак не было связано с родством.
Процветание страны или, точнее, способность фараона использовать это процветание пошло на убыль во времена слабого правления Менкаура, и царская сокровищница, вероятно, не могла выдержать возведения грандиозных сооружений. Однако Геродот сообщает, что Шепсескаф, или Асихис, как он его называет, «построил восточные ворота в храме Гефеста (тут подразумевается мемфисский бог Птах), которые по размеру и красоте намного превосходили другие ворота». Однако при этом Геродот указывает, что «в правление этого царя деньги почти исчезли, торговые отношения сократились и был издан закон, по которому в долг можно было брать под залог мумии собственного отца» (то есть под залог гробницы и его содержимого). «К этому закону было добавлено условие, по которому заимодавец вступал во владение всей семейной усыпальницей должника, и в случае неуплаты долга должника ожидала вот какая кара: и сам он после кончины лишался погребения в семейном или в каком-либо другом склепе, равно как и его потомки».
Согласно надписи на Палермском камне, в первый год царствования нового фараона отмечали два религиозных праздника. Царь послал богатые дары храмам богов. Также здесь имеется упоминание, что он сделал «выбор места для своей пирамиды, [которая будет называться] Кебеху Шепсескаф („Место Очищения Шепсескафа“)».
От правления Шепсескафа сохранился только скарабей и оттиск печати. Имя Шепсескафа упоминается в надписи в гробнице видного вельможи Птахшепсеса. Этот сановник начинает свою биографию с того, что он был юн во времена Менкаура и «царь обучал его вместе с другими царскими детьми в царском дворце в покоях гарема… Во времена Шепсескафа… он был благороден больше, чем любой другой юноша. Его величество отдал ему в жёны свою старшую дочь Маатха, ибо его величество желал, чтобы она была с ним больше чем с кем-то другим».

## Имена фараона
| G5 |

| G5 |

|  |

|  |

|  |

|  |

|  |

|  |

|  |

|  |

|  |

|  |

|  |

|  |

| G16 |

| G16 |

| G16 | A50 |

| G16 | A50 |

| nswt&bity |

| nswt&bity |

| A50 | S29 | S29 | D28 · I9 |

| A50 | S29 | S29 | D28 · I9 |

| A50 | S29 | S29 | D28 · I9 |

| A50 | S29 | S29 | D28 · I9 |

| A50 | S29 | S29 | D28 · I9 |

| A50 | S29 | S29 | D28 · I9 |

| A50 | S29 | S29 | D28 · I9 |

| A50 | S29 | S29 | D28 · I9 |

| nswt&bity | A50 | S29 | S29 | D28 · Ba15s · I9 · Ba15as |

| nswt&bity | A50 | S29 | S29 | D28 · Ba15s · I9 · Ba15as |

| nswt&bity | A50 | S29 | S29 | D28 · Ba15s · I9 · Ba15as |

| nswt&bity | A50 | S29 | S29 | D28 · Ba15s · I9 · Ba15as |

| nswt&bity | A50 | S29 | S29 | D28 · Ba15s · I9 · Ba15as |

| nswt&bity | A50 | S29 | S29 | D28 · Ba15s · I9 · Ba15as |

| nswt&bity | A50 | S29 | S29 | D28 · Ba15s · I9 · Ba15as |

| nswt&bity | A50 | S29 | S29 | D28 · Ba15s · I9 · Ba15as |

| A51 | O34 · O34 | D28 · I9 |

| A51 | O34 · O34 | D28 · I9 |

| A51 | O34 · O34 | D28 · I9 |

| A51 | O34 · O34 | D28 · I9 |

| A51 | O34 · O34 | D28 · I9 |

| A51 | O34 · O34 | D28 · I9 |

| A51 | O34 · O34 | D28 · I9 |

| A51 | O34 · O34 | D28 · I9 |

## Место погребения

Мастаба Шепсескафа в Саккаре

В настоящее время Шепсескафу приписывается гробница, расположенная в Южном Саккара. Несмотря на то, что все предыдущие представители его династии были похоронены в пирамидах, Шепсескаф порвал с традицией и построил для себя огромную мастабу. Арабское название этого заупокойного памятника известно как Мастабат эль-Фараун («мастаба фараона»), но египетское название которого звучало как Кебеху Шепсескаф («Шепсескаф чист»).
Геродот рассказывает предание об этом строении, бытовавшее в его время. Он пишет: «Асихис воздвиг в память о себе пирамиду из глиняных кирпичей с надписью, вырезанной на камне и гласящей: „Не ставь меня ниже каменных пирамид. Как Зевс над прочими богами, стою я над ними. Шест погружали в озеро и из грязи, которая приставала к шесту, изготовляли кирпичи. И таким образом меня воздвигли“. Вот что совершил этот царь». Эта надпись по характеру является греческой и едва ли может являться даже вольным переводом с его египетского оригинала. И хотя по этой причине на неё не обращают особого внимания, однако название пирамиды Кебех могло иметь какое-то отношение к созданию этой «фальшивой» надписи, поскольку это слово некогда означало пруд, обсаженный деревьями, или же колодец, который служил небольшим островком прохлады и свежести в каждой деревушке и у любого священного сооружения. Он находился в том месте, где собирали влажную грязь для изготовления кирпичей, высушиваемых на солнце, и поэтому данное слово стало означать первозданную влажную почву, из которой был создан мир. Название заупокойного комплекса Шепсескафа иногда переводят как «Прохлада Шепсескафа».

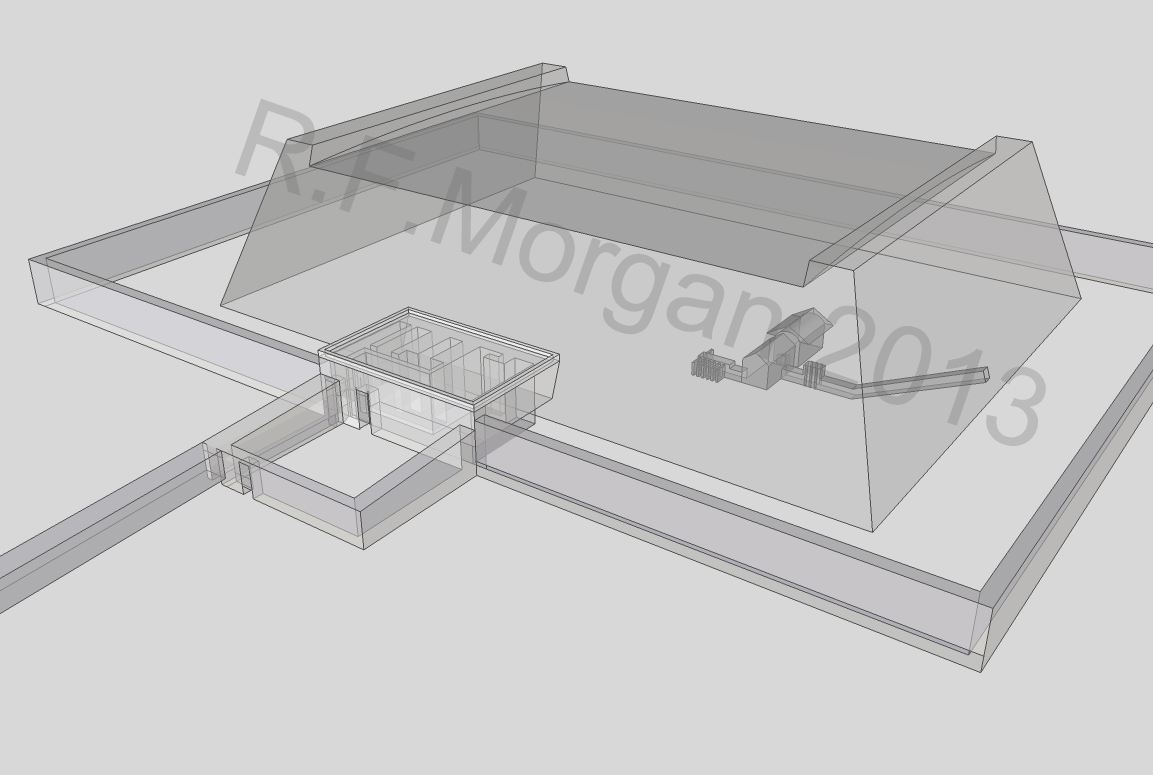
Изометрическое изображение мастабы Шепсескафа

Памятник Шепсескафа в его конечном состоянии имел вид гигантского саркофага длиной 100 м, шириной 75 м; высота надгробия, как предполагают, достигала 20 метров. Но мастабу оно напоминает лишь по внешнему виду, в действительности это массивный каменный блок без внутренних помещений. К востоку от него находился заупокойный храм, от которого мощёная длиной в километр дорога вела к нижнему храму. «Мастаба фараона» была окружена двойной оградой. В отличие от внешних сооружений, подземная часть гробницы хорошо сохранилась: низкий коридор ведёт в «переднюю» погребальной камеры и в пять продолговатых кладовых. Площадь погребальной камеры — 7,8 × 4,1 метра, высота — 4,4 метра; камера выложена гранитными плитами; внутри её до сих пор находятся обломки саркофага из чёрного песчаника.
В нём обычно видели заранее обдуманное отречение от традиционной формы пирамиды и, следовательно, разрыв с солнечной теологией, что, казалось, подтвердило отсутствие элемента «Ра» в картуше Шепсескафа. Некоторые исследователи полагают, что это отступление от бога Ра было результатом борьбы с усилившимся гелиопольским жречеством.

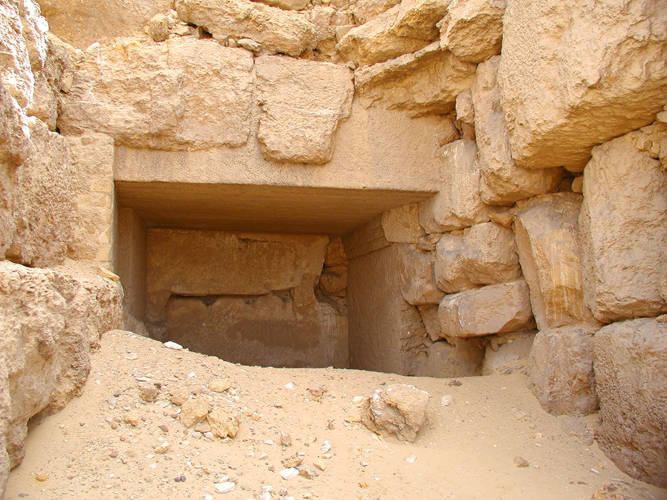
Вход в гробницу Шепсескафа

Подобное объяснение позволяет предположить, что с самого начала сооружения царской гробницы фараон намеревался изменить её форму. Всё-таки, палеографическое изучение некоторых документов позволяет предположить, что в начале царствования первоначальным проектом архитекторов Шепсескафа была именно пирамида. В середине V династии на обратной стороне Палермского камня были выгравированы летописи Шепсескафа. Хотя сохранилась только часть от первого года правления, там можно прочесть: «выбрать место пирамиды Кебеху-Шепсескаф». Название царской гробницы очень чётко определяет иероглиф пирамиды. В том же самом смысле звучит титул проверяющего пирамиды Кебеху-Шепсескафа, обычно определяемый иероглифом пирамиды. Возможно, этот титул относится к чиновникам, ответственным за работы на царской стройке в южной Саккаре.
В этих условиях исследователи полагают, что в первые годы царствования Шепсескафа его строители возводили пирамиду. Её инфраструктура была задумана и выполнена как инфраструктура пирамиды: наклонный коридор, вестибюль, горизонтальный коридор с ограждениями, передняя, погребальная камера и сердаб с шестью нишами. Это внутренне устройство, очень похожее на то, что было у Менкаура, тем не менее, имело значительное отличие: у Шепсескафа всё — от коридора до погребальной камеры, включая «сердаб» — было выполнено из гранита.
Что касается отсутствия в картуше Шепсескафа имени Ра, то это ещё не доказывает некоторый разрыв с солярной теологией, как об этом свидетельствует имя его наследника Усеркафа, который построил пирамиду и солнечный храм. Сведений о царствовании Шепсескафа — предположительно очень коротком — очень мало. Видимо, необычная форма царской гробницы объясняется не теорией противостояния с жрецами бога Ра, и даже не нехваткой средств для строительства пирамиды, а преждевременной кончиной фараона.
Согласно «Истории» Манефона, после кончины Шепсескафа (Себерхереса) на трон взошёл некий Тамфтис, правивший на протяжении девяти лет. Однако в других источниках этот правитель не упоминается, и остаётся лишь гадать царствовал ли (да и вообще существовал ли) он.
| IV династия              |                                                                      |                   |
| Предшественник: Менкаура | фараон Египта ок. 2511 — 2506 до н. э. (правил приблизительно 7 лет) | Преемник: Усеркаф |